# Love You To
«Love You To» («Люблю тебя») — песня английской группы «The Beatles», написанная Джорджем Харрисоном и выпущенная в седьмом студийном альбоме группы — «Revolver" в 1966 году. Лестер Бэнгс назвал эту композицию «первой инъекцией эрзаца восточной мудрости в рок».
Это первая песня Джорджа Харрисона, написанная им под влиянием индийской музыки. Композиция исполнена без участия остальных трёх участников группы. 

## О песне
Хотя Джорджа и считают основателем стиля рага-рок, в подобной манере им написано всего несколько песен, первой из которых стала «Love You To». Аранжировка демонстрирует оригинальный сплав традиций восточной и западной музыки — ситар, табла, дополненные гитарами (акустической и фузз-гитарой) и бубном. «Love You To» была первой песней «The Beatles», ориентированная на классическую индийскую музыку. В те годы, особенный интерес к такой музыке проявлял гитарист группы Джордж Харрисон, вдохновлённый выступлением индийского композитора Рави Шанкара на интерес к Восточной религии и музыки Индии. Харрисон изучал ситар Шанкара, и производил всяческие эксперименты со звучанием этого музыкального инструмента. Об истории создания этой песни Харрисон рассказывал:

«Песню „Love You То“ я написал для ситара, потому что ситар звучит так приятно, а мой интерес к нему постоянно усиливался. Мне хотелось написать мелодию специально для ситара. А ещё в ней есть партия для таблы; в тот раз мы впервые пригласили исполнителя, играющего на этом инструменте». 
Песня была записана 11 апреля 1966 года фактически вдвоём — Джорджем и Полом Маккартни, который наложил партию бэк-вокала. 13 ноября Ринго записал дорожку с бубном, а Пол — фальцетные гармонии, позже удалённые из окончательного варианта.
«Love You To» является первой поп-песней, выдержанной в не западной форме. Она полностью основана на индийской музыке, подтверждением чего являются структура песни и её инструментальное сопровождение. Содержащийся в песне пересказ Джорджа Харрисона некоторых идей из буддийских духовных текстов (его основное чтение в последние несколько месяцев) просто подчёркивал идею «Think for Yourself» из предыдущего альбома («Rubber Soul»).
Краткая часть песни была включена в мультфильм «The Beatles» «Жёлтая подводная лодка», когда мультипликационный герой Харрисона появляется в начале фильма.
Рабочее название песни — "2Granny Smith2" (англ.: «Бабуля Смит»).

## В записи участвовали
- Джордж Харрисон — ситар, тамбура, дважды сдублированный вокал, бэк-вокал.
- Анил Бхагват — табла.
- Ринго Старр — тамбурин.
- Пол Маккартни — фальцетные гармонии (удалены из окончательного варианта песни).

## Кавер-версии
Песня неоднократно перепевалась другими исполнителями, к примеру:
- Ронни Монтроуз в альбоме «Territory» в 1986 году.
- группой «The Feelies Trypes».
- группой «Bongwater».
- группой «Don Randi Trio» в 1966 году.
- Джим Джеймс в 2009 году.
- Джоелом Харрисоном в 2005 году.